# Odo (Star Trek)
„Odo” este un personaj fictiv din serialul TV Star Trek: Deep Space Nine din franciza Star Trek. 
Este interpretat de Rene Auberjonois.
Chestorul Odo este incoruptibilul șef al securității de pe stație. El este un polimorf, capabil să ia orice formă dorește, dar apare de obicei sub forma unui bărbat umanoid adult. El a fost găsit în Centura Denorius, adus pe planeta Bajor de către cardassieni (care mențineau o ocupație militară a Bajorului), și crescut în laborator de către un savant bajoran, Doctorul Mora. Odo tânjește să-și găsească semenii, dar atunci când acest lucru se întâmplă în sfârșit, el descoperă cu amărăciune că aceștia sunt o forță tiranică în Cvadrantul Gamma.